# Eleições estaduais em Santa Catarina em 1974
As eleições estaduais em Santa Catarina em 1974 aconteceram em duas fases conforme previa o Ato Institucional Número Três e assim a eleição indireta do governador Antônio Carlos Konder Reis e do vice-governador Marcos Büechler foi em 3 de outubro e a escolha do senador Evelásio Vieira, 16 deputados federais e 40 deputados estaduais aconteceu em 15 de novembro a partir de um receituário aplicado aos 22 estados e aos territórios federais do Amapá, Rondônia e Roraima. Os catarinenses residentes no Distrito Federal escolheram seus representantes para o Congresso Nacional por força da Lei n.º 6.091 de 15 de agosto de 1974. 

## Resultado da eleição para governador
Eleição realizada pela Assembleia Legislativa de Santa Catarina.
| Candidatos a governador do estado | Candidatos a vice-governador | Número | Coligação             | Votação | Percentual |
| --------------------------------- | ---------------------------- | ------ | --------------------- | ------- | ---------- |
| Antônio Carlos Konder Reis ARENA  | Marcos Büechler ARENA        | -      | ARENA (sem coligação) | 26      | 100%       |

## Resultado da eleição para senador
Dados fornecidos pelo Tribunal Superior Eleitoral apontam 1.009.323 votos nominais (87,60%), 86.297 votos em branco (7,49%) e 56.547 votos nulos (4,91%) resultando no comparecimento de 1.152.167 eleitores.
| Candidatos a senador da República | Primeiro suplente de senador | Número | Coligação             | Votação | Percentual |
| --------------------------------- | ---------------------------- | ------ | --------------------- | ------- | ---------- |
| Evelásio Vieira MDB               | Stélio Boabaid MDB           | -      | MDB (sem coligação)   | 535.850 | 53,09%     |
| Ivo Silveira ARENA                | Telmo Arruda ARENA           | -      | ARENA (sem coligação) | 473.473 | 46,91%     |

## Deputados federais eleitos
São relacionados os candidatos eleitos com informações complementares da Câmara dos Deputados.

Representação eleita
  ARENA: 9
  MDB: 7

| Deputados federais eleitos | Partido | Votação | Percentual | Cidade onde nasceu | Unidade federativa |
| Jaison Barreto             | MDB     | 62.151  |            | Laguna             | Santa Catarina     |
| Laerte Vieira              | MDB     | 60.034  |            | Lages              | Santa Catarina     |
| Ademar Ghisi               | ARENA   | 59.082  |            | Braço do Norte     | Santa Catarina     |
| Francisco Libardoni        | MDB     | 58.154  |            | Caxias do Sul      | Rio Grande do Sul  |
| Luiz Henrique da Silveira  | MDB     | 55.032  |            | Blumenau           | Santa Catarina     |
| Ernesto de Marco           | MDB     | 51.042  |            | Bento Gonçalves    | Rio Grande do Sul  |
| João Linhares              | ARENA   | 50.196  |            | Campos Novos       | Santa Catarina     |
| Wilmar Dallanhol           | ARENA   | 44.231  |            | Videira            | Santa Catarina     |
| Walmor de Luca             | MDB     | 41.691  |            | Criciúma           | Santa Catarina     |
| Angelino Rosa              | ARENA   | 40.241  |            | Erechim            | Rio Grande do Sul  |
| Albino Zeni                | ARENA   | 39.097  |            | Piraquara          | Paraná             |
| Henrique Córdova           | ARENA   | 35.399  |            | Lages              | Santa Catarina     |
| Pedro Colin                | ARENA   | 31.891  |            | Porto Alegre       | Rio Grande do Sul  |
| Dib Cherem                 | ARENA   | 30.860  |            | Tijucas            | Santa Catarina     |
| José Thomé                 | MDB     | 28.985  |            | Rebouças           | Paraná             |
| Abel Ávila                 | ARENA   | 27.644  |            | Tijucas            | Santa Catarina     |
| Fonte:                     |         |         |            |                    |                    |

## Deputados estaduais eleitos
Das quarenta cadeiras na Assembleia Legislativa de Santa Catarina a ARENA levou vinte e duas e o MDB dezoito.

Representação eleita
  ARENA: 22
  MDB: 18

| Deputados estaduais eleitos   | Partido | Votação | Percentual | Cidade onde nasceu   | Unidade federativa |
| Delfim Peixoto                | MDB     | 20.089  |            | Itajaí               | Santa Catarina     |
| Casildo Maldaner              | MDB     | 17.041  |            | Carazinho            | Rio Grande do Sul  |
| Dejandir Dalpasquale          | MDB     | 16.236  |            | Encantado            | Rio Grande do Sul  |
| Murilo Canto                  | MDB     | 16.004  |            | Jaguaruna            | Santa Catarina     |
| Epitácio Bittencourt          | ARENA   | 15.813  |            | Imaruí               | Santa Catarina     |
| Venício Tortato               | ARENA   | 15.494  |            | Joaçaba              | Santa Catarina     |
| Nelson Pedrini                | ARENA   | 15.331  |            | Joaçaba              | Santa Catarina     |
| Otacílio Ramos                | ARENA   | 15.205  |            | Joinville            | Santa Catarina     |
| Álvaro Correia                | MDB     | 15.027  |            | Itajaí               | Santa Catarina     |
| Antônio Pichetti              | ARENA   | 15.021  |            | Concórdia            | Santa Catarina     |
| Aristides Bolan               | ARENA   | 14.815  |            | Maracajá             | Santa Catarina     |
| Acácio Pereira                | MDB     | 14.061  |            | Bela Vista do Toldo  | Santa Catarina     |
| Nelson Morro                  | ARENA   | 13.939  |            | Indaial              | Santa Catarina     |
| Fioravante Massolini          | ARENA   | 13.796  |            | Caxias do Sul        | Rio Grande do Sul  |
| Aldo Andrade                  | ARENA   | 13.761  |            | Lages                | Santa Catarina     |
| Sebastião Campos              | ARENA   | 13.677  |            | Catalão              | Goiás              |
| Walmir Wagner                 | MDB     | 13.481  |            | Brusque              | Santa Catarina     |
| Roland Dornbusch              | MDB     | 13.469  |            | Jaraguá do Sul       | Santa Catarina     |
| Francisco Küster              | MDB     | 13.305  |            | São Joaquim          | Santa Catarina     |
| Moacir Bertoli                | ARENA   | 13.067  |            | Taió                 | Santa Catarina     |
| Carlos Büchele                | MDB     | 12.992  |            | Tijucas              | Santa Catarina     |
| Nilson Zomkowski              | MDB     | 12.813  |            | Joaçaba              | Santa Catarina     |
| Martinho Ghizzo               | ARENA   | 12.715  |            | Tubarão              | Santa Catarina     |
| Antônio Henrique Bulcão Viana | ARENA   | 12.713  |            | Florianópolis        | Santa Catarina     |
| Zany Gonzaga                  | ARENA   | 12.410  |            | Porto União          | Santa Catarina     |
| Menezes Lima                  | MDB     | 12.359  |            | Nova Iorque          | Maranhão           |
| Fausto Brasil                 | MDB     | 12.181  |            | Curitiba             | Paraná             |
| Júlio César                   | ARENA   | 12.171  |            | Itajaí               | Santa Catarina     |
| Sílvio Sobrinho               | MDB     | 12.075  |            | Araranguá            | Santa Catarina     |
| Jorge Gonçalves da Silva      | MDB     | 11.839  |            | Lages                | Santa Catarina     |
| Miraci Deretti                | MDB     | 11.516  |            | Jaraguá do Sul       | Santa Catarina     |
| Lauro André da Silva          | MDB     | 11.347  |            | Braço do Norte       | Santa Catarina     |
| Waldir Buzatto                | MDB     | 11.010  |            | Palmeira das Missões | Rio Grande do Sul  |
| Gentil Bellani                | ARENA   | 10.190  |            | Passo Fundo          | Rio Grande do Sul  |
| Valdomiro Colautti            | ARENA   | 10.082  |            | Ibitinga             | Santa Catarina     |
| Homero Gomes                  | ARENA   | 9.786   |            | Ouro Fino            | Minas Gerais       |
| Saturnino Dadam               | ARENA   | 9.443   |            | Tijucas              | Santa Catarina     |
| Vilmar Ortigari               | ARENA   | 9.413   |            | Curitibanos          | Santa Catarina     |
| Milton Oliveira               | ARENA   | 9.223   |            | Tubarão              | Santa Catarina     |
| Celso Ivan da Costa           | ARENA   | 9.217   |            | Curitibanos          | Santa Catarina     |
| Fonte:                        |         |         |            |                      |                    |